# Białko S

Schemat antykoagulacyjnego działania białka C. Po przyłączenie trombiny (T) do trombomoduliny (TM) następuje przekształcenie białka C (C) do formy aktywnej (APC). APC przy udziale kofaktora jakim jest białko S (S) inaktywuje aktywne czynniki: V (Va→Vi) i VIII (VIIIa→VIIIi) oraz wiąże inhibitor aktywatora plazminogenu (PAI-1), stymulując w ten sposób fibrynolizę.

Białko S – glikoproteina produkowana przy udziale witaminy K przez hepatocyty (główne źródło), komórki śródbłonka, megakariocyty, komórki Leydiga jąder.
Znajduje się w osoczu krwi. Występuje w dwóch formach: wolnej oraz związanej z białkiem wiążącym składnik komplementu C4b (C4b-binding protein; C4BP) (60-70% całego białka S). Białko S wiąże się odwracalnie wiązaniem niekowalencyjnym z łańcuchem β C4BP (łańcuch α służy do interakcji z białkiem komplementu C4b).
Białko S zostało po raz pierwszy opisane w 1979 roku przez Washa. Nazwa pochodzi od pierwszej litery miasta w którym dokonano odkrycia – Seattle.

## Genetyka
Ludzki genom zawiera dwa geny kodujące białko S, z których tylko jeden jest aktywny (PROS1). Zarówno gen PROS1 (PSα) jak i pseudogen PROS2 (PSβ) są zlokalizowanie na chromosomie 3 w locus 3p11.1-q11.2.

## Funkcja
Najlepiej poznaną funkcją białka S jest jego udział w procesie krzepnięcia krwi. Jako kofaktor aktywowanego białka C uczestniczy w inaktywacji czynników Va i VIIIa. Tylko forma wolna posiada aktywność kofaktora.
Białko S uczestniczy również w procesie usuwania komórek poddanych apoptozie. Poprzez swoją zdolność do wiązania z posiadającymi ujemny ładunek fosfolipidami występującymi na powierzchni komórek apoptotycznych stymuluje ich fagocytozę zachodzącą przy udziale makrofagów. Umożliwia w ten sposób usunięcie tych komórek bez towarzyszącej reakcji zapalnej. W prawidłowych komórkach ujemnie naładowane fosfolipidy są usuwane z powierzchni na skutek działalności ATP-zależnego enzymu.